# Кодор (Клуж)
Кодор (рум. Codor) насеље је у Румунији у округу Клуж у општини Жикишу Де Жос. Oпштина се налази на надморској висини од 282 m.

## Становништво
Према подацима из 2002. године у насељу је живело 438 становника, од којих су сви румунске националности.